# انحياز للضبط

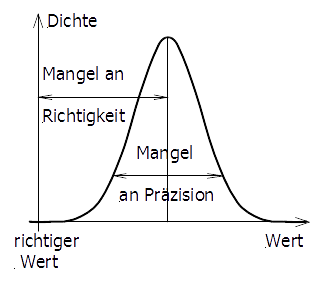

الانحياز للضبط أو الانحياز للإتقان (بالإنجليزية: Precision bias)‏ هو شكل من أشكال الانحياز المعرفي، يرتكب فيه الشخص الذي يُقيّم المعلومات مغالطة منطقية نتيجة لخلطه بين الدقة والضبط. فمثلاً عند تقييم مزايا حجة أو قياس أو تقرير، فإن المراقب أم المُقيم يقع فريسة لتحيز الضبط عندما يعتقد أن كلما زاد الضبط زادت الدقة (بشكل أبسط، أي أنه إذ كان الخطاب -مثلاً- محكماً مضبوطاً، فلا بد أن يكون دقيقاً (صحيحاً) أيضاً).